# Ricky Lawson
Ricky D. Lawson (født 8. november 1954 i Detroit, Michigan - død 23. december 2013 i Long Beach, Californien, USA) var en amerikansk trommeslager og komponist.
Lawson var den originale trommeslager i fusionsgruppen Yellowjackets, og indspillede 4 lp´er med dem (1981-1987). Han har også spillet med feks. Robben Ford, The Brecker Brothers, Steely Dan, Nathan East, George Benson, Quincy Jones, Bette Midler, Al Jarreau, Russell Ferrante, Lionel Richie, Michael Jackson, Whitney Houston, Stevie Wonder og George Duke. Har tillige indspillet som leder af egne grupper, og været en meget benyttet studietrommeslager op gennem 1970´erne, 1980´erne og 1990´erne. Lawson døde i d. 23 december 2013 af en aneurisme i hjernen.

## Diskografi som leder
- First Things 1st (1997)
- Ricky Lawson and Friends (2001)
- Christmas with Friends (2008)

## Med Yellowjackets
- Yellowjackets (1981)
- Mirage a Trois (1983)
- Samurai Samba (1985)
- Shades (1986)

## Som Sideman
- The Brecker Brothers - Straphangin (1981) - med The Brecker Brothers
- Two Against Nature (2000) - med Steely Dan
- Nathan East (2014) - med Nathan East
- I will Always Love You (1991) med Whitney Houston